# Isla Helen (Palaos)
Isla Helen (en inglés: Helen Island), es el nombre de una isla de unos 600 metros de largo y de 300 metros de ancho, que posee alrededor de 3 hectáreas de superficie y se encuentra ubicada en el sur de las islas Palaos en lo que se conoce como el Arrecife de Helen (en su parte norte), al este de la Isla Tobi y al sur de Meri. La isla está cubierta con árboles de palma.
La isla de Helen está dotada de una estación permanente de guardaparques. El Arrecife Helen es una de las nueve islas habitadas de la República de Palau.